# Conus californicus

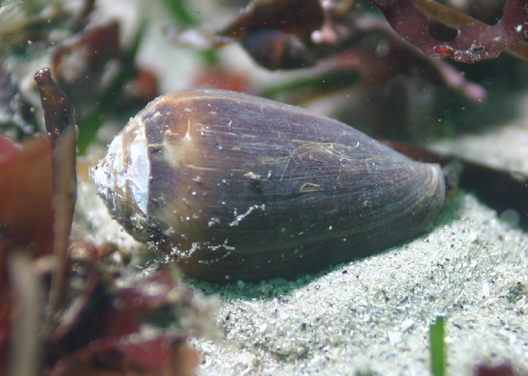
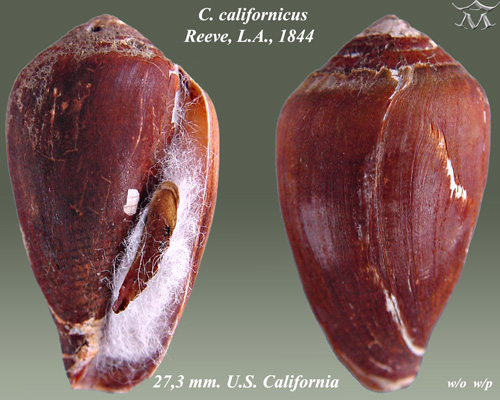
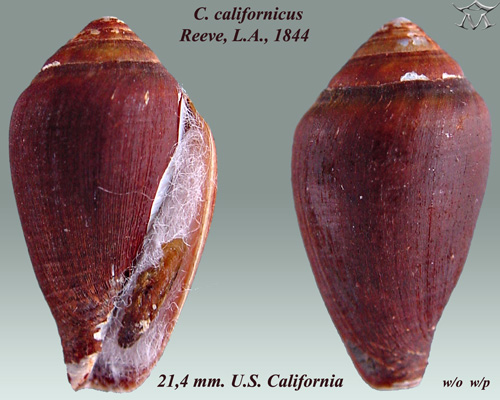
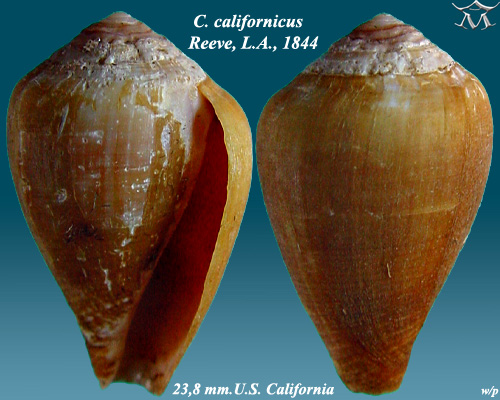

''Conus californicus'' é uma espécie de gastrópode do gênero Conus, pertencente a família Conidae.